# ماري لويس بيك
ماري لوإيس بيك (بالألمانية: Marieluise Beck) (مواليد 25 يونيو 1952 في برامشه، سكسونيا السفلى) هي سياسية ألمانية عملت كعضو في إئتلاف حزب الخضر في البوندستاغ حتى عام 2017. وكانت أيضًا عضوًا في الجمعية البرلمانية لمجلس أوروبا.

## وصلات خارجية
- ماري لويس بيك على موقع IMDb (الإنجليزية)
- ماري لويس بيك على موقع مونزينجر (الألمانية)